# Menahem Golan
Menahem Golan (en hebreu מנחם גולן) (Tiberíades, 31 de maig de 1929 - Jaffa, 8 d'agost de 2014) va ser un productor de cinema israelià.
Juntament amb el seu cosí Yoram Globus, va ser copropietari de la companyia cinematogràfica estatunidenca Cannon Films des de 1979 fins a 1989.

## Biografia

### Trajectòria a Israel
Va néixer en Tiberíades, Mandat britànic de Palestina, en el si d'una família d'emigrants jueus originaris de Polònia. El seu primer nom va ser Menahem Globus, encara que quan era jove es va canviar el cognom a Golan. Durant la Guerra araboisraeliana de 1948 va servir com a pilot de la Força Aèria d'Israel i quan el conflicte va acabar va marxar a l'estranger per a endinsar-se en el món de l'espectacle.
Va estudiar art dramàtic en la Bristol Old Vic Theatre School i la London Academy of Music and Dramatic Art del Regne Unit, i després va viatjar als Estats Units per a aprendre direcció cinematogràfica en la Universitat de Nova York.
A mitjan anys 1950 va tornar a Israel per a produir espectacles teatrals en Tel-Aviv. Posteriorment va conèixer a Roger Corman, per al qual va treballar com a assistent. Arran d'aquesta experiència, el 1964 es va unir amb el seu cosí Yoram Globus per a crear una productora dirigida al mercat israelià, Noah Films. El seu primer gran èxit va ser el musical Kazablan (1974), protagonitzat per Yehoram Gaon, que va ser nominat a dos Globus d'Or en les categories de "millor musical" i "millor pel·lícula estrangera". Després van arribar altres títols com Mivtsa Yonatan (1977), basada en la missió de rescat d'ostatges israelians a Uganda i amb la qual va obtenir una nominació als Óscar, i la saga de cinema adolescent Lemon Popsicle (1978), que va tenir diverses seqüeles.

### Desembarcament als Estats Units
Gràcies al seu èxit a Israel, Golan i Globus es van traslladar a Los Angeles (Estats Units) per a intentar triomfar en el mercat internacional. El 1979 van comprar Cannon Films per mig milió de dòlars i van començar a desenvolupar pel·lícules amb fórmules similars a les que li van donar èxit al seu país. Una de les seves primeres obres va ser el musical The Apple (1979), dirigida pel mateix Golan, que originalment es va compondre en hebreu però es va adaptar a l'anglès. I el 1984 la cinta Breakin', llançada en plena expansió del breakdance, es va convertir en el seu major èxit de taquilla amb 38 milions de dòlars recaptats.
Per sobre d'altres gèneres, Golan va guanyar fama gràcies a les seves pel·lícules de acció de Sèrie B que, malgrat no tenir massa qualitat, van ser rendibles en ser molt similars als èxits de les grans productores. A més de recuperar a antigues estrelles com Charles Bronson, amb el qual van fer les seqüeles de la saga Death Wish, Cannon va llançar a la fama a altres actors com Chuck Norris, el primer èxit dels quals de taquilla amb la saga Missing in Action (1983) i després va participar en Força Delta (1986), o Michael Dudikoff en la saga American Ninja (1985). Golan va ser un dels primers productors que venia els drets sobre les seves pel·lícules a les distribuïdores abans que aquestes comencessin a rodar-se, la qual cosa li va permetre desenvolupar més treballs que els seus rivals malgrat tenir un pressupost molt inferior.
En la mateixa època, Golan també va apostar per ambicioses produccions destinades a competir en festivals internacionals com Canes, encara que no van tenir l'èxit esperat. La seva aproximació més pròxima va ser El tren de l'infern (1986), dirigida per Andrei Mikhalkov-Kontxalovski i nominada a tres Oscar. En altres casos no van tenir massa repercussió, com Love Streams (1984), Othello (1986) protagonitzada per Plácido Domingo, Barfly de Charles Bukowski o l'adaptació de El rei Lear de Jean-Luc Godard (1987).
No obstant això, va començar a tenir problemes financers el 1986, arran d'inversions poc rendibles com la compra de Thorn EMI. Un any després, Golan es va embarcar en grans produccions que van acabar sent un fracàs comercial. El més sonat va ser Superman IV (1987), que van poder fer en comprar els drets de la saga. A pesar que es va convèncer a gairebé tot el repartiment original, el pressupost es va veure reduït a la meitat en ple rodatge i una vegada estrenat va recaptar menys del que es preveu. Encara que es va tractar de remuntar la mala situació amb Masters of the Universe de Dolph Lundgren o Bloodsport, primer paper protagonista de Jean-Claude Van Damme, Cannon va entrar en fallida el 1989 i va ser comprada per Pathé.
El 1989, Golan va abandonar la companyia per les seves males relacions amb Yoram Globus i va decidir muntar el seu propi negoci 21st Century Film Corporation, desapareguda el 1996.
Golan va tornar a Israel i es va assentar com a productor teatral i cinematogràfic. El 1999 va ser reconegut amb el Premi Israel per la seva aportació a la indústria audiovisual.

### Mort
En 2014 es va projectar al Festival de Canes un documental sobre la vida de Golan i Globus, The Go Go Boys, que narra la història de Cannon i tots els problemes que va afrontar. El propi Menahem va assistir a l'estrena malgrat el seu ja fràgil estat de salut.
Va morir el 8 d'agost de 2014 a Jaffa, als 85 anys. Mentre visitava a uns familiars va sofrir una parada cardiorespiratòria.

## Filmografia
| - El Dorado (1963) - Shemona B'Ekevot Ahat (1964) - Dalia And The Sailors (1964) - Fortuna (1966) - Trunk to Cairo (1966) - Aliza Mizrahi (1967) - Tevye and His Seven Daughters (1968) - What's Good for the Goose (1969) - Margo Sheli (1969) | - Lupo! (1970) - Attack at Dawn (1970) - Malkat Hakvish (1971) - The Contract (1971) - Shod Hatelephonim Hagadol (1972) - Escape to the Sun (1972) - Kazablan (1974) - Lepke (1975) - Diamonds (1975) - Mivtsa Yonatan (1977) - Agenten kennen keine Tränen (1978) - The Magician of Lublin (1979) |  |

| - The Apple (1980) - La venjança del ninja (Enter the Ninja) (1981) - Matança a l'hospital (Hospital Massacre) aka X-Ray (1982) - El pont de Brooklyn (Over the Brooklyn Bridge) (1984) - Fool for Love (1985) - Runaway Train (1985) - Força Delta (The Delta Force) (1986) - Over the Top (1987) - Hanna's War (1988) - Mack the Knife (1989) | - Mad Dog Coll (1992) - Hit the Dutchman (1992) - Silent Victim (1993) - Deadly Heroes (1993) - Russian Roulette - Moscow 95 (1995) - Die Tunnelgangster von Berlin (1996) - Lima: Breaking the Silence (1998) - Armstrong (1998) - The Versace Murder (1998) | - Kumite (2000) - Death Game (2001) - Crime and Punishment (2002) - Open Heart (2002) - Final Combat (2003) - Days of Love (2005) (amb Gabriel Koura) - A Dangerous Dance (2007) - Marriage Agreement (2008) |  |

## Nominacions i premis
- 1978: Nominació a l'Oscar a la millor pel·lícula de parla no anglesa per Mivtsa Yonatan[7]
- 1984: Nominació al Premi Razzie a la pitjor pel·lícula per Cannonball Run
- 1986: Nominació al Premi Razzie a la pitjor pel·lícula per Cobra
- 1987: Nominació al Premi Razzie a la pitjor pel·lícula per Tough Guys don't dance
- El 1999, Golan va rebre el Premi Israel per la seva contribució al cinema.[8]
- El 1994 Golan va rebre el Premi Ophir de l'Acadèmia de Cinema d'Israel per la seva trajectòria.
- La sala de cinema a l'Azrieli Center de Tel-Aviv portava el nom de la companyia Golan-Globus. Foyu tancada el 2008.